# Siliștea, Constanța
Siliștea là một xã ở hạt Constanța, România.
Xã này có hai làng:
- Siliştea (tên lịch sử: Taşpunor, tiếng Thổ Nhĩ Kỳ: Taşpınar)
- Ţepeş Vodă (tên lịch sử: Chiorcişme, Chior-Cişmea, tiếng Thổ Nhĩ Kỳ: Körçeşme) - được đặt tên theo Vlad III the Impaler (Vlad Ţepeş trong tài liệu Romania)